# Miłonice
Miłonice – wieś w Polsce położona w województwie łódzkim, w powiecie kutnowskim, w gminie Krośniewice. W miejscowości urodził się Władysław Walewski – współautor „Słownika geograficznego Królestwa Polskiego”.
W latach 1954–1968 wieś należała i była siedzibą władz gromady Miłonice, po jej zniesieniu w gromadzie Krośniewice. W latach 1975–1998 miejscowość administracyjnie należała do województwa płockiego.
28 grudnia 1457 arcybiskup gnieźnieński Jan ze Sprowy utworzył w Miłonicach rzymskokatolicką parafię św. Stanisława.
W miejscowości znajdował się przystanek kolejowy Miłonice.

## Zabytki
Według rejestru zabytków Narodowego Instytutu Dziedzictwa na listę zabytków wpisane są obiekty:
- dwór, drewniany, XVIII w., nr rej.: 45-III-9 z 21.11.1960 oraz 23 z 5.07.1967 (w 2010 został rozebrany i przeniesiony do Gniezna)
- wiatrak, poł. XIX w., nr rej.: 727-II-35 z 7.12.1956 (nie istnieje)

## Urodzeni w Miłonicach
- Władysław Walewski – polski ziemianin, urzędnik skarbowy[7].